# Alexandru Armioni
Alexandru Armioni (n. 1882, Păucinești, județul Hunedoara – d. 1946, Păucinești, județul Hunedoara) a fost un deputat în Marea Adunare Națională de la Alba Iulia, organismul legislativ reprezentativ al „tuturor românilor din Transilvania, Banat și Țara Ungurească”, cel care a adoptat hotărârea privind Unirea Transilvaniei cu România, la 1 decembrie 1918 :p. 194.

## Biografie
A făcut școala primară, fiind mai târziu primar pentru mai mulți ani la rând :p. 194.  

## Activitatea politică
Ca deputat în Adunarea Națională din 1 decembrie 1918 a fost delegat al Cercului electoral Hațeg :p. 194.	